# Noria Nalli
Noria Nalli (Montagnana, 9 ottobre 1965 – Torino, 20 ottobre 2020) è stata una giornalista, scrittrice e blogger italiana.

## Biografia
Giornalista laureata in filosofia all'Università di Torino, scrisse per La Stampa e Quotidiano piemontese.
All'età di 29 anni le venne diagnosticata una forma di sclerosi multipla che l'avrebbe poi portata alla disabilità. Senza mai perdersi d'animo, Noria Nalli reagì affrontando la patologia in un blog molto seguito, "Sclerotica" - ironico non solo nel nome - da lei curato per diversi anni costantemente fin quasi alla scomparsa, avvenuta nell'ottobre del 2020 per una grave infezione. Sulla propria condizione personale scrisse anche alcuni libri di successo, parimenti caratterizzati dal totale rifiuto dell'autocommiserazione; il tema della disabilità fu da lei inoltre ripreso in due raccolte di racconti.

## Opere
- La stampella di Cenerentola (2015)
- Avventure semiserie delle mie gambe (2016)
- Il trono di flebo, raccolta di racconti in e-book (2017)
- A che ora passa il treno per la guarigione?, raccolta di racconti (2020)